# Christoph Janker
Christoph Janker (Cham, 14 febbraio 1985) è un ex calciatore tedesco, di ruolo difensore.

## Carriera

### Club
Ha giocato nella prima divisione tedesca.

### Nazionale
Ha partecipato ai Mondiali Under-20 del 2005.

## Palmarès

### Club

#### Competizioni nazionali
- Campionato tedesco di seconda divisione: 2

Hertha Berlino: 2010-2011, 2012-2013